# Arcidiocesi di Verapoly

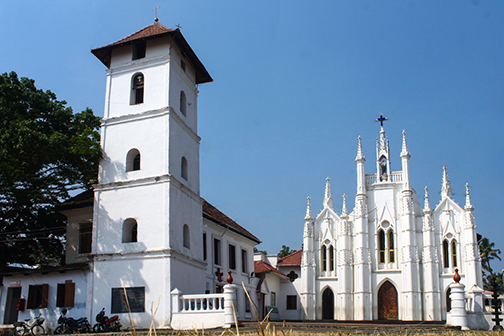
L'ex cattedrale di Verapoly.

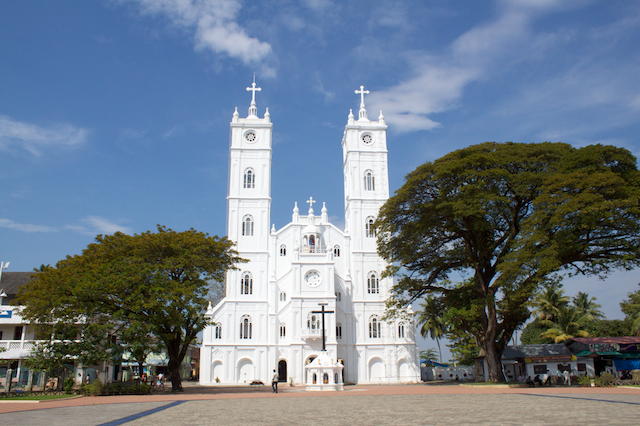
La basilica minore di Vallarpadom.

L'arcidiocesi di Verapoly (in latino Archidioecesis Verapolitana) è una sede metropolitana della Chiesa cattolica in India. Nel 2022 contava 364.374 battezzati su 3.869.390 abitanti. È retta dall'arcivescovo Joseph Kalathiparambil.

## Territorio
L'arcidiocesi comprende parte dei distretti di Ernakulam e Thrissur nello stato del Kerala, nel sud-ovest dell'India.
Sede arcivescovile è la città di Ernakulam, nella corporazione municipale di Kochi, dove si trova la cattedrale di San Francesco d'Assisi. A Varappuzha, attuale nome di Verapoly, sorge la basilica minore ed ex cattedrale dedicata a Nostra Signora del Carmelo e San Giuseppe. A Vallarpadom, nel comune di Kochi, si trova la basilica minore e santuario nazionale di Nostra Signora della Mercede.
Il territorio è suddiviso in 183 parrocchie.

### Provincia ecclesiastica
La provincia ecclesiastica di Verapoly, istituita nel 1886, comprende le seguenti suffraganee:
- la diocesi di Cochin,
- la diocesi di Kottapuram,
- la diocesi di Vijayapuram.

## Storia
Il vicariato apostolico di Malabar fu eretto il 3 dicembre 1659, ricavandone il territorio dalla diocesi di Cochin.
Il primo vicario apostolico fu il carmelitano scalzo italiano Giuseppe Maria Sebastiani, che nel 1663, dopo la sconfitta dei portoghesi ad opera degli olandesi dovette lasciare la missione e far ritorno in Europa. Prima di partire il 31 gennaio 1663 consacrò vescovo l'indiano Chandy Parambil (chiamato Alexander de Campo dagli europei) e gli affidò il governo del vicariato.
Il 13 marzo 1709 assunse il nome di vicariato apostolico di Verapoly.
Dopo la metà del XVIII secolo il vescovo Florencjusz od Jezusa Nazareńskiego istituì il seminario diocesano.
Il 24 aprile 1838 incorporò il territorio delle diocesi di Cranganore e di Cochin, che furono soppresse. Il 10 aprile 1840 furono sottoposti all'autorità del vescovo di Verapoly, da questo momento decorato del titolo di arcivescovo, tutti i fedeli di rito siro-malabarese, in precedenza dipendenti dagli arcivescovi di Cranganore.
Il 15 marzo 1853 cedette porzioni del suo territorio a vantaggio dell'erezione dei vicariati apostolici di Mangalore e di Quilon (oggi entrambi diocesi). Questa decisione rese definitiva una divisione del vicariato apostolico di Verapoly che, de facto, esisteva già dal 1845.
Il 1º settembre 1886 in forza della bolla Humanae salutis di papa Leone XIII il vicariato apostolico cedette un'altra porzione di territorio perché fosse ristabilita la diocesi di Cochin e contestualmente è stato elevato al rango di arcidiocesi metropolitana. Il 7 giugno dell'anno successivo, con il breve Post initam, fu istituita la provincia ecclesiastica di Verapoly, che comprendeva come suffraganea la diocesi di Quilon.
Successivamente ha ceduto a più riprese ulteriori porzioni di territorio a vantaggio dell'erezione di nuove circoscrizioni ecclesiastiche e precisamente:
- i vicariati apostolici di Kottayam (soppresso nel 1896) e di Trichur (oggi arcieparchia) il 20 maggio 1887, con i quali l'arcidiocesi perse la sua giurisdizione sui fedeli di rito siro-malabarese;
- la diocesi di Vijayapuram il 14 luglio 1930;
- la diocesi di Kottapuram il 3 luglio 1987.

Nel dicembre del 1904 la sede arcivescovile fu trasferita da Verapoly ad Ernakulam e la chiesa di San Francesco d'Assisi di Ernakulam divenne pro-cattedrale dell'arcidiocesi; fu dichiarata cattedrale nel 1934.

## Cronotassi dei vescovi
Si omettono i periodi di sede vacante non superiori ai 2 anni o non storicamente accertati.
- Giuseppe Maria Sebastiani, O.C.D. † (14 dicembre 1659 - 22 agosto 1667 nominato vescovo di Bisignano)
- Alexander de Campo (Chandy Parambil) † (1667 succeduto - 1676 deceduto)
- Thomas de Castro † (1676 succeduto - 16 luglio 1684 deceduto)
- Rafael de Figueredo Salgado † (16 luglio 1684 succeduto - 12 ottobre 1695 deceduto)
  - Sede vacante (1695-1700)
- Angelo Francesco di Santa Teresa Vigliotti, O.C.D.[6] † (20 febbraio 1700 - 16 ottobre 1712 deceduto)
- Giovanni Battista Maria di Santa Teresa Multedi, O.C.D. † (31 gennaio 1714 - 6 aprile 1750 deceduto)
- Mikołaj (Florencjusz od Jezusa Nazareńskiego) Szostak, O.C.D. † (6 aprile 1750 succeduto - 26 luglio 1773 deceduto)
- Eustach (Franz Sales von der schmerzhaften Mutter) Federl, O.C.D.[7] † (27 luglio 1774 - prima del 23 dicembre 1780 dimesso)
  - Giuseppe Antonio (Giovanni Maria di San Tommaso) Albertini, O.C.D. † (23 dicembre 1780 - ? dimesso) (vescovo eletto)
- Luigi (Luigi Maria di Gesù) Pianazzi, O.C.D. † (30 marzo 1784 - 2 aprile 1802 deceduto)
- Paolo Antonio (Raimondo di San Giuseppe) Boriglia, O.C.D.[8][9] † (6 marzo 1803 - 18 agosto 1815 dimesso)
  - Sede vacante (1815-1818)
- Miles Prendergast, O.Carm. † (18 settembre 1818 - 5 maggio 1827 dimesso)[10]
- Maurelio (Maurelio di Santa Teresa) Stabellini, O.C.D. † (26 maggio 1827[11] - 1831 dimesso)
- Raffaello (Francesco Saverio di Sant'Anna) Pescetto, O.C.D. † (8 marzo 1831 - 7 dicembre 1844 deceduto)
- Tiburtio Marcellino (Ludovico di Santa Teresa) Martini, O.C.D. † (7 dicembre 1844 succeduto - 10 novembre 1855 dimesso[12])
- Giuseppe (Bernardino di Santa Teresa) Baccinelli, O.C.D. † (10 novembre 1855 succeduto - 5 settembre 1868 deceduto)
- Giuseppe Antonio (Leonardo di San Luigi) Mellano, O.C.D. † (5 settembre 1868 succeduto - 19 agosto 1897 deceduto)
- Felipe (Bernardo de Jesús) Arginzonis y Astobiza, O.C.D. † (19 agosto 1897 succeduto - 18 dicembre 1918 dimesso[13])
- Ángel María Pérez y Cecilia, O.C.D. † (18 dicembre 1918 succeduto - 12 novembre 1934 dimesso[14])
- Joseph Attipetty † (15 novembre 1934 succeduto - 21 gennaio 1970 deceduto)
- Joseph Kelanthara † (16 gennaio 1971 - 19 ottobre 1986 deceduto)
- Cornelius Elanjikal † (26 gennaio 1987 - 14 giugno 1996 ritirato)
- Daniel Acharuparambil, O.C.D. † (14 giugno 1996 - 26 ottobre 2009 deceduto)
- Francis Kallarakal (20 febbraio 2010 - 31 ottobre 2016 ritirato)
- Joseph Kalathiparambil, dal 31 ottobre 2016

## Statistiche
L'arcidiocesi nel 2022 su una popolazione di 3.869.390 persone contava 364.374 battezzati, corrispondenti al 9,4% del totale.
| anno | popolazione | popolazione | popolazione | presbiteri | presbiteri | presbiteri | presbiteri                | diaconi | religiosi | religiosi | parrocchie |
| anno | battezzati  | totale      | %           | numero     | secolari   | regolari   | battezzati per presbitero | diaconi | uomini    | donne     | parrocchie |
| ---- | ----------- | ----------- | ----------- | ---------- | ---------- | ---------- | ------------------------- | ------- | --------- | --------- | ---------- |
| 1950 | 129.716     | 1.591.534   | 8,2         | 141        | 89         | 52         | 919                       |         | 87        | 286       | 45         |
| 1970 | 648.432     | 2.500.000   | 25,9        | 183        | 108        | 75         | 3.543                     |         | 113       | 559       | 53         |
| 1980 | 252.944     | 4.488.000   | 5,6         | 194        | 116        | 78         | 1.303                     |         | 202       | 736       | 69         |
| 1990 | 24.754      | 2.293.575   | 1,1         | 170        | 106        | 64         | 145                       |         | 148       | 721       | 102        |
| 1999 | 252.558     | 2.490.145   | 10,1        | 303        | 185        | 118        | 833                       |         | 268       | 882       | 132        |
| 2000 | 266.060     | 2.539.948   | 10,5        | 325        | 192        | 133        | 818                       |         | 259       | 900       | 134        |
| 2001 | 256.353     | 2.590.747   | 9,9         | 326        | 192        | 134        | 786                       |         | 340       | 923       | 139        |
| 2002 | 262.284     | 2.642.562   | 9,9         | 356        | 212        | 144        | 736                       |         | 361       | 923       | 142        |
| 2003 | 269.593     | 2.695.413   | 10,0        | 351        | 204        | 147        | 768                       |         | 463       | 951       | 143        |
| 2004 | 269.946     | 2.749.321   | 9,8         | 355        | 208        | 147        | 760                       |         | 469       | 950       | 143        |
| 2010 | 315.767     | 3.193.096   | 9,9         | 326        | 157        | 169        | 968                       |         | 491       | 1.075     | 158        |
| 2014 | 321.553     | 3.353.820   | 9,6         | 376        | 179        | 197        | 855                       |         | 313       | 1.113     | 164        |
| 2017 | 348.465     | 3.534.985   | 9,9         | 330        | 184        | 146        | 1.055                     |         | 209       | 1.120     | 180        |
| 2020 | 356.444     | 3.829.981   | 9,3         | 363        | 199        | 164        | 981                       |         | 248       | 1.238     | 191        |
| 2022 | 364.374     | 3.869.390   | 9,4         | 372        | 200        | 172        | 979                       |         | 245       | 1.323     | 183        |